# Орден Скандербега
Орден Скандербега (алб. Urdhëri i Skënderbeut) — государственная награда Албании. 

## История
Орден учрежден президентом Албании Ахметом Зогу 12 декабря 1925 года. Орден был посвящён национальному герою Албании, вождю антиосманского албанского восстания Скандербегу. Первоначально орден был основан в четырёх классах: Рыцарь Большого креста, Великий офицер, Командор и Кавалер.
После оккупации Албании в апреле 1939 года, король Италии Виктор-Эммануил III принял решение сохранить албанские ордена и приобщить их к итальянским, при этом изменив внешний вид знаков ордена и, в 1940 году, добавив класс Офицера. 
После окончания Второй мировой войны и с приходом к власти в Албании коммунистического режима во главе с Энвером Ходжа, орден Сканденберга был сохранён в новой наградной системе государства, однако претерпев изменения во внешнем виде и сокращения количества классов до трёх.
После падения коммунистического режима в Албании в 1996 году орден Скандербега был переучреждён в одном классе под названием орден «Георг Кастриоти Скандербег».

## Степени
Орден имеет пять классов, а также орденскую цепь, для награждения глав государств: 
- Орденская цепь
- Большой крест – знак ордена на чрезплечной ленте и восьмиконечная звезда на левой стороне груди.
- Великий офицер – знак ордена на шейной ленте и восьмиконечная звезда на левой стороне груди (с 1939 года — специальный знак на правой стороне груди).
- Командор – знак ордена на шейной ленте
- Офицер (с 1939 года) – знак ордена на нагрудной ленте и специальный знак на правой стороне груди.
- Кавалер – знак ордена на нагрудной ленте.

|         |        |          |              |                         |
| Кавалер | Офицер | Командор | Гранд-офицер | Кавалер Большого Креста |

## Описание

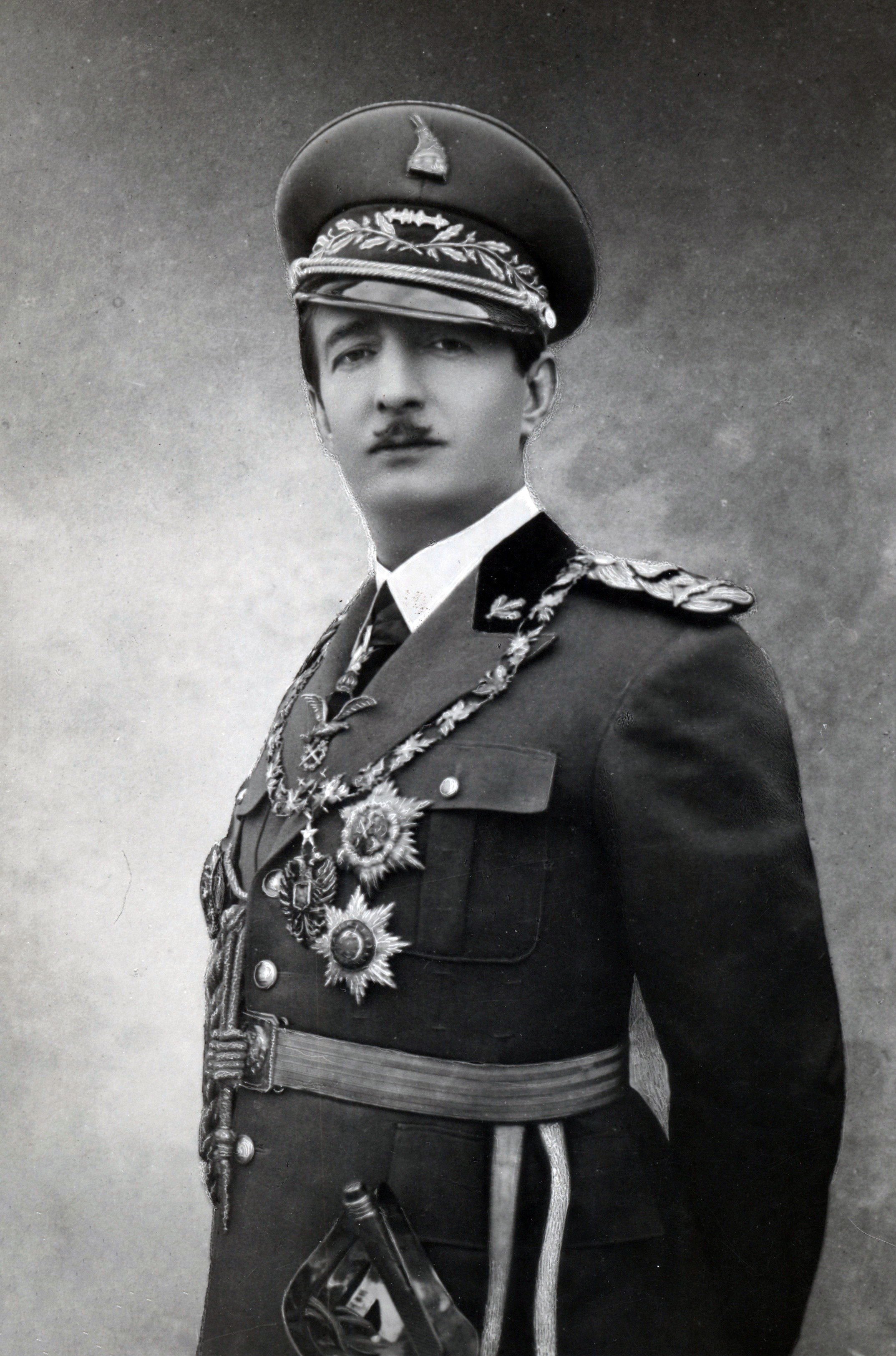
Ахмет Зогу с цепью ордена Скандербега на груди

### I тип (1925—1939)

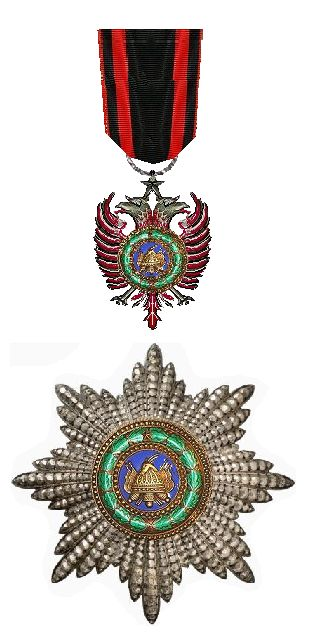
Знак ордена со звездой 1 типа

Знак ордена в виде золотого резного двуглавого орла покрытого эмалью красного цвета, к головам орла крепится пятиконечная граненая звездочка, к которой знак подвешен на ленте или орденской цепи. В центре орла круглый медальон голубой эмали с золотой каймой. В медальоне золотое изображение шлема Скандербега. На кайме лавровые ветви зеленой эмали.
Звезда ордена серебряная восьмиконечная, формируемая множеством разновеликих заострённых лучиков, покрытых бриллиантовыми гранями. В центре звезды круглый медальон, такой же, как на знаке.
Лента ордена чёрная муаровая с тонкими красными полосками по краям и более широкими красными полосками, отстающими от края.

### II тип (1939-1946)
Знак ордена в виде золотого резного двуглавого орла покрытого эмалью красного цвета, к головам орла крепится пятиконечная граненая звездочка, к которой знак подвешен на ленте или орденской цепи. В центре орла круглый золотой медальон каймой. В медальоне изображение двуглавого орла красной эмали. На кайме наверху расположена надпись FERT («Fortitudo Eius Republicam Tenet» - «Его сила защищает государство»), наложенная на «савойские узлы», а в нижней части находятся две скрещенные фасции.
Звезда ордена класса Большой крест позолоченная восьмиконечная, формируемая множеством разновеликих заострённых лучиков, покрытых бриллиантовыми гранями. В центре звезды круглый медальон, такой же, как на знаке.
Специальный знак ордена класса Великий офицер и офицер представляет собой плоскую пятиконечную звезду белой эмали с круглым медальоном с каймой в центре. В медальоне на золотом фоне изображение двуглавого орла красной эмали. На кайме геометрический узор. Звезда наложена на кольцо, на наверху которого расположена надпись FERT, наложенная на «савойские узлы», а в нижней части находятся две скрещенные фасции. За звездой, выходя за лавровый венок положены два золотых скрещенных между собой ятагана. Венчает знак золотой шлем Скандербега на фоне четырёх знамён.
Лента ордена чёрная муаровая с тонкими красными полосками по краям и более широкими красными полосками, отстающими от края.
В более позднее время данного периода в центральный медальон вернулся шлем Скандербега.

### III тип (1946-1992)
Знак ордена 1 степени представляет собой золотую пятиконечную звезду красной эмали с золотым бортиком, наложенную на золотой лавровый венок и пятиконечную основу, состоящую из множества лучей. В центре звезды серебряный круглый медальон с профильным погрудным портретом Скандербега.
Знак ордена 2 степени аналогичен первой, но из серебра с позолоченным лавровым венком.
Знак ордена 3 степени полностью из серебра и без эмали.
Орденские планки несли на себе шёлковую муаровую ленту с синими полосками: одной для 1 степени, двумя - для второй, и тремя - для третьей.
| Орденские знаки и планки |           |           |
|                          |           |           |
| 1 степень                | 2 степень | 3 степень |

### IV тип (1996-)
Знак ордена в виде двух пятиконечных звёзд, наложенных друг на друга - верхняя, опрокинутая, золотая, и нижняя, белой эмали и с шариками на концах. В центре знака золотой геральдический щит с двойкой каймой: красной эмали - внешняя, и чёрной эмали - внутренняя. В щите погрудный профильный портрет Скандербега. На звёзды наложен дубовый венок зелёной эмали с видимыми желудями красной эмали и перевитый снизу накрест двумя лентами красной и чёрной эмали. Венчает знак шлем Скандербега.